# Shacman

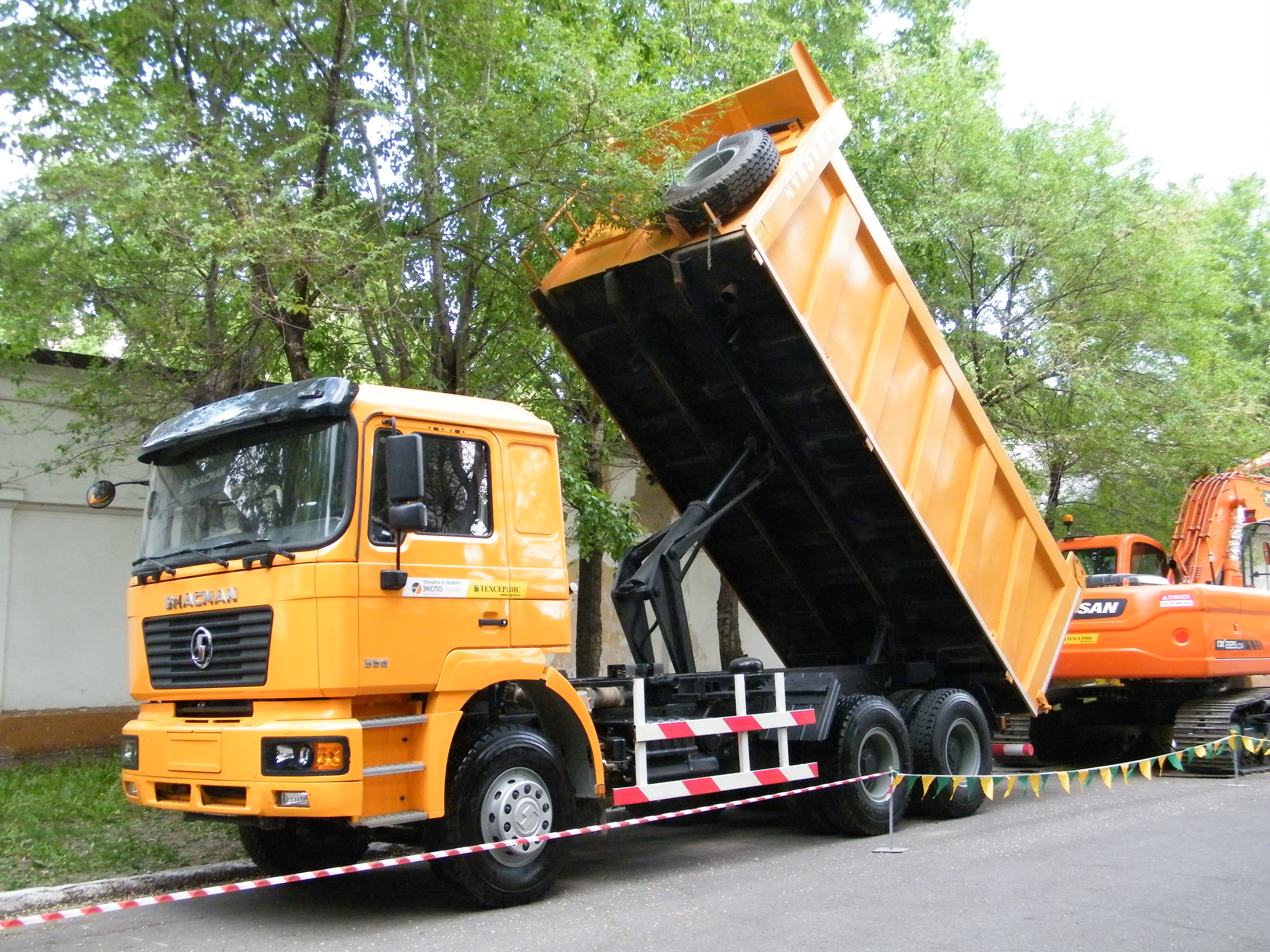
Трёхосный самосвал Shacman

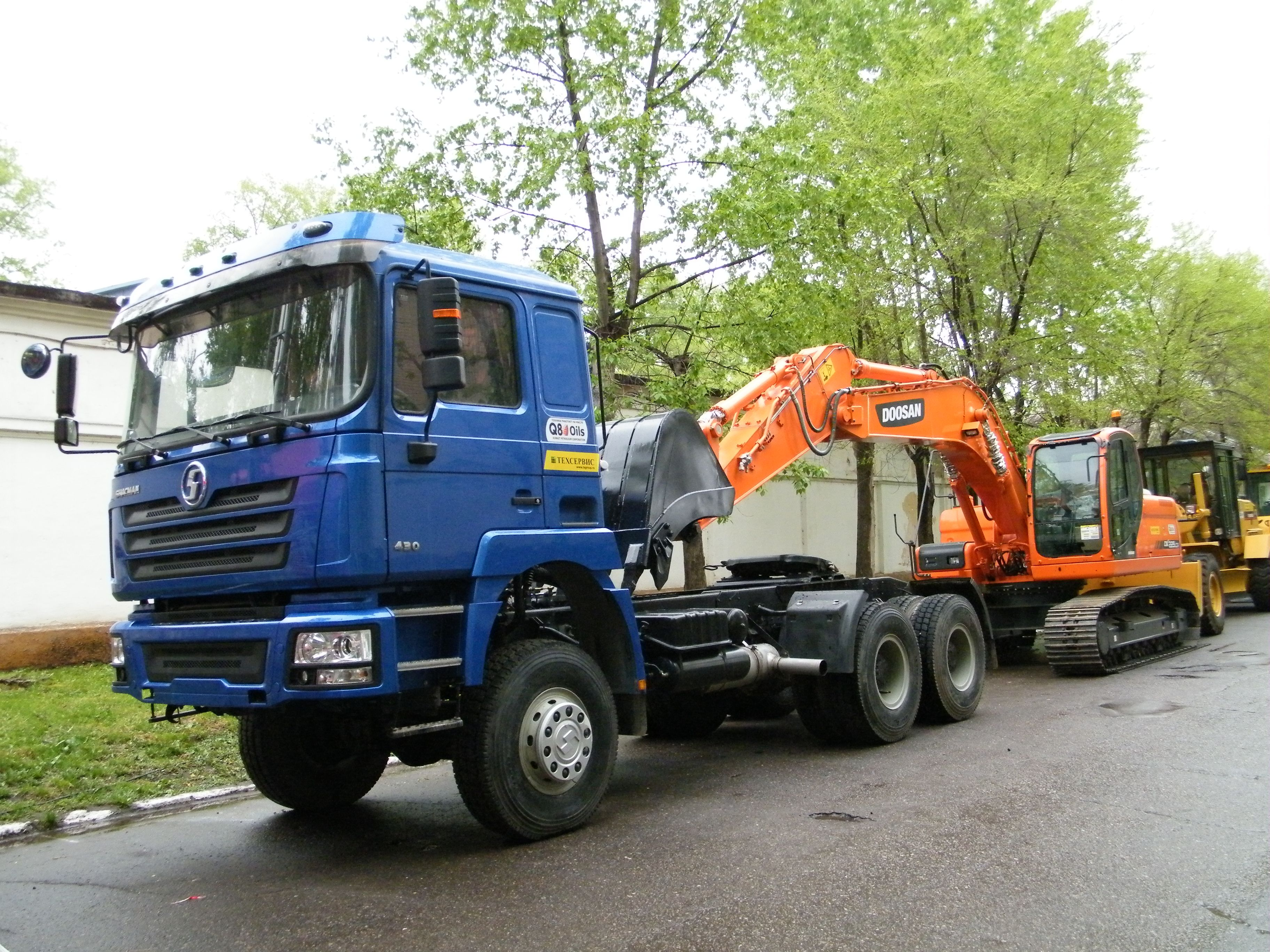
Shacman, трёхосный седельный тягач повышенной проходимости

Shacman (Shaanxi) — марка грузовых автомобилей, выпускаемых заводом Shaanxi Heavy Duty Automobile Co. (Сиань, провинция Шэньси, Китай). Входящая в структуру автомобильной группы Weichai Holding Group Co., Ltd., помимо собственно завода по сборке грузовиков (Shaanxi Heavy Duty Automobile Co.), входит несколько предприятий, которые производят узлы, агрегаты и автокомпоненты, применяемые в конструкции китайских грузовиков других производителей. Также автокомпоненты этих заводов поставляются в другие страны и используются при производстве автомобилей других марок, в том числе и в Российскую Федерацию.

## История
В 1968 году в Сиане был основан завод «Shaanqi» по производству грузовиков, предназначавшихся для Народно-освободительной армии Китая. Первой моделью завода стал 5-тонный грузовик SX250, его производство было запущено 26 декабря 1970 года.
С 2000 года компания Shaanxi начала выходить на рынки других стран. Само название «Shacman» родилось в результате долгосрочного сотрудничества компании MAN (Германия) с заводом Shaanxi (Shaanxi+MAN) в 2004 году.
Грузовик Shacman сочетает немецкий дизайн кабины (прототипом кабины служит немецкий MAN F2000 (MAN F3000), в стандартную комплектацию входят кондиционер, магнитола, спальное место.
Текущие модели самосвалов с двигателями экологического класса Евро-5:
6×4 — SHACMAN SX3258DR384 (SX3258DR384C — с двигателем Cummins),
6×6 — SX3258DR385,
8×4 — SX3318DT366.
Самосвал 6×4 с двигателями экологического класса Евро-4 обозначался как SX3256DR384, Евро-3 — SX3255DR384, Евро-2 — SX3251DR384 (SX3254…).
Грузовые автомобили Shacman (Shaanxi) выпускаются с различными колёсными формулами: 6 × 4, 6 × 6, 8 × 4.
В Российской Федерации на сегодняшний день техника Shacman представлена также с улучшенными кабинами X3000 (линейка тягачей 6×4 и 4×2 и самосвалов).
В феврале 2025 года после внеплановой проверки Генпрокуратуры компания объявила о временной приостановке реализации грузовиков серии SX3258 в России. Решение объяснялось необходимостью анализа поступившей информации о возможном несоответствии выпущенных в обращение транспортных средств указанного типа категории N3G требованиям технического регламента Таможенного союза «О безопасности колесных транспортных средств». Известно, что проверку инициировало Федеральное агентство по техническому регулированию и метрологии на основании замечаний о слабой конструкции заднего противоподкатного и бокового защитного устройств, сильном шуме, слабом торможении и тихом неразборчивом звуке при работе ЭРА-ГЛОНАСС. В апреле официальный представитель ассоциации Российские автомобильные дилеры (РОАД) сообщил, что общие убытки дилеров марки из-за приостановки действия Одобрения типа транспортного средства (ОТТС) на 2171 грузовик составляют около 20 млрд рублей. Транспортные средства, которые остались стоять на площадках дилеров, в такой ситуации оказалось невозможным продать. В СМИ появилась информация о вероятном реэкспорте этих грузовиков в Китай. В компании же объявили о подготовке проекта локализации производства техники на территории Российской Федерации.

## Состав
Полный перечень заводов, входящих в группу Shaanxi Auto насчитывает 15 предприятий. Все они расположены в провинции Шэньси.
Shaanxi HanDe Axle — производит оси для тяжёлых самосвалов и грузовиков, которые устанавливаются в том числе на самосвалы Dongfeng.
Shaanxi HuaHeng Radiator — производит радиаторы системы охлаждения для двигателей тяжёлых грузовиков.
Shaanxi Fast Auto Drive Group Company — производит коробки переключения передач (КПП) для тяжёлых грузовиков с 1968 года.

## Описание модельного ряда

### Виды кузовов
Косой борт, шашечкой, U — образные. Также кузова могут иметь наращенный борт, используемый при перевозке зерна или угля, то есть грузов меньшей плотности. Использование кузовов с наращенными бортами при перевозке инертных грузов (песка или щебня) может привести к перегрузке самосвала.
Как правило, кузов с подогревом выхлопными газами, толщина дна — 8 мм (10 мм), боковины — 4 мм (6 мм). Объём — 19,3 м3 (по внешним размерам) для трёхосных (6 × 4) и 24,3 м3 для четырёхосных (8 × 4). Разрешённая максимальная масса по данным завода-изготовителя — 25 тонн (6 × 4) (по ПТС 10,5 т), для (8 × 4) — 35 тонн.

### Интерьер
Просторная утеплённая кабина, прототипом которой послужила модель MAN F2000 (MAN F3000). Имеются вещевые отсеки в дверях, на передней панели, над лобовым стеклом и под сиденьями. Есть подстаканники. Спальное место с поднимающимся подголовником, под которым располагается инструментальный ящик. Приборная панель имеет магнитолу и климат-контроль. Водительское сиденье с регулировкой рулевой колонки и пневмоподвеской. Большие вентиляционные люки в кабине. Солнцезащитные шторки над лобовым стеклом.

### Двигатель
Самосвал Shacman укомплектован шестицилиндровым дизельным двигателем с турбонаддувом Weichai WP10 мощностью 336 л. с. или WP12 мощностью 375 л. с. (Евро-5). С января 2013 года организовано производство автомобилей Евро-4 для экспортных вариантов самосвалов. С 2018 года в Российскую Федерацию поставляются только автомобили экологического класса Евро-5, с системой SCR (система каталитического восстановления) и баком мочевины.